# Судостроение России

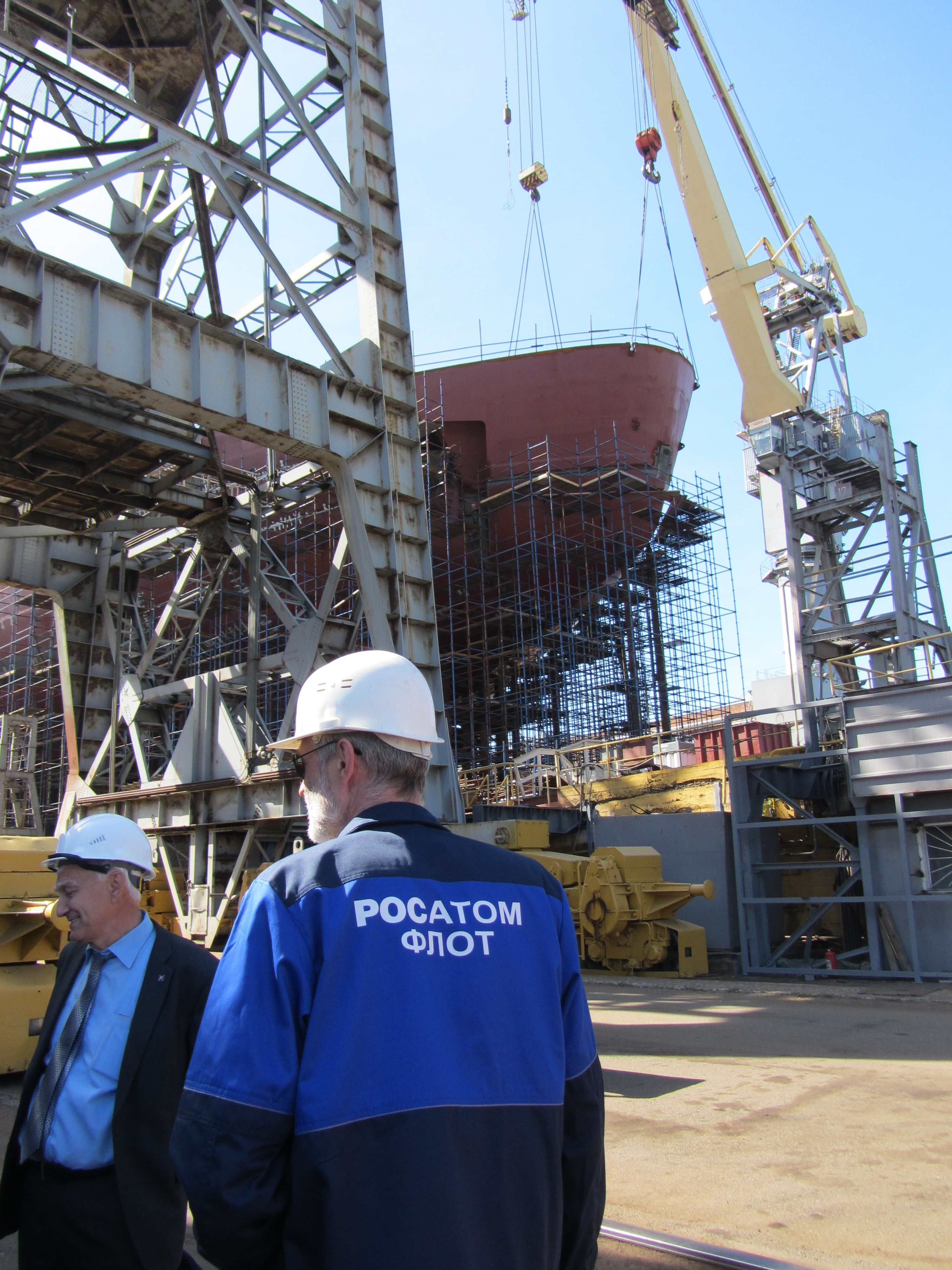
Строительство на Балтийском заводе крупнейшего в мире атомного ледокола «Арктика», 2015 год

Судостроение России — отрасль машиностроения и оборонно-промышленного комплекса России.
Крупнейшими центрами российского судостроения являются Санкт-Петербург, Северодвинск, Нижний Новгород, Калининградская область; по данным на 2009 год, в России действуют 168 судостроительных предприятий, 86 из них — государственные.
Самые большие в мире подводные лодки и ледоколы разработаны и построены на верфях России. 
Постановлением Правительства России от 30 мая 2017 года № 659 установлен профессиональный праздник — День кораблестроителя (судостроителя), который отмечается 29 июня, в этот день в 1667 году был издан указ царя Алексея Михайловича о строительстве первого русского корабля «Орёл».

## История
На Руси судостроение и мореплавание были известны с самых ранних времён. Наскальные рисунки, датируемые примерно 3000 лет до н. э., изображающие охоту с гарпуном на морского зверя встречались на побережье Белого моря.
Одно из древнейших судов, обнаруженных на территории России, датируют примерно V в. до н. э.
В XII веке на Руси впервые были построены палубные суда; палубы, предназначенные для размещения воинов, одновременно служили защитой гребцам.
- шитик — плоскодонное судно с навесным рулём, оснащённое мачтой с прямым парусом и вёслами;
- карбас — оснащался двумя мачтами, несущими прямые рейковые или шпринтовые;
- поморская лодья — имела три мачты, несущие по прямому парусу;
- раньшина — судно, где корпус в подводной части имел яйцевидную форму. Благодаря этому при сжатии льдов, среди которых приходилось плавать, судно «выжималось» на поверхность, не подвергаясь деформациям и снова погружалось в воду при расхождении льдов.

Организованное морское судостроение в России началось в конце XV в., когда в Соловецком монастыре была основана верфь для постройки промысловых судов.
При Борисе Годунове были предприняты безуспешные попытки основать в России военный флот.
Первое в России морское судно иноземной конструкции «Фридерик» было построено в 1634 году в Нижнем Новгороде русскими мастерами.
В 1667—1669 годах на верфи в с. Дединове был построен морской корабль «Орёл», организатором постройки был боярин Ордын-Нащекин.

### Российская империя
В июне 1693 года Пётр I заложил в Архангельске первую казённую верфь для постройки военных кораблей.
Там построены: 24-пушечный корабль «Апостол Павел» (1640), фрегат «Святое Пророчество» (1640), галера и транспортное судно «Фламов». Они образовали на Белом море первую русскую военную флотилию.
Весной 1700 года был построен 58-пушечный корабль «Гото Предестинация».
В 1702 году в Архангельске были спущены два фрегата: «Святой Дух» и «Меркурий».
В 1703 году был заложен Санкт-Петербург, центром которого стало Адмиралтейство — самая большая судостроительная верфь в стране. Первым крупным судном, сошедшим со стапеля Адмиралтейской верфи был построенный Федосием Скляевым и Петром Первым в 1712 году 54-пушечный корабль «Полтава». К 1714 году Россия имела свой парусный флот.
Самым большим судном петровского времени был 90-пушечный корабль «Лесное» (1718).
- см. также: Российский императорский флот (военный)
- Архангельское адмиралтейство (Соломбальская верфь)
- Николаевское адмиралтейство
- Казанское адмиралтейство
- Лазаревское адмиралтейство (Севастопольский морской завод)
- Адмиралтейский приказ

### СССР
- Народный комиссариат судостроительной промышленности СССР (январь 1939 — февраль 1946)
- Министерство судостроительной промышленности СССР (Минсудпром) (1946—1953); (1954—1957); (1965—1991).

Рыбопромысловый флот СССР был первым в мире.

### Российская Федерация

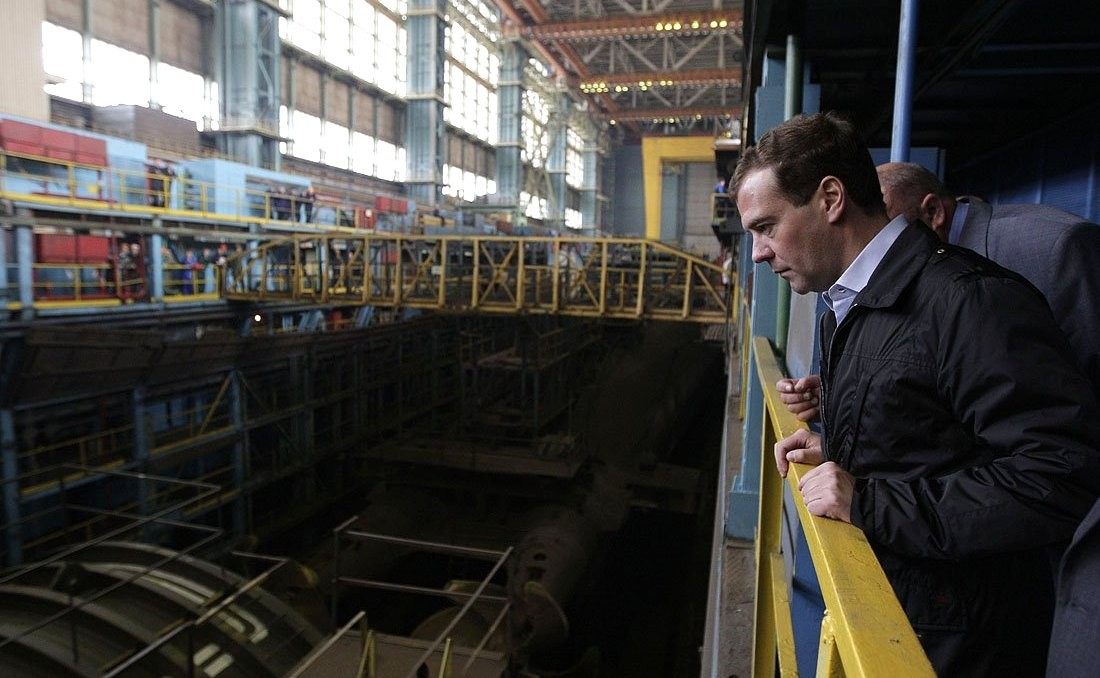
Дмитрий Медведев на СМП

В 1995—2005 гг. на российских судостроительных предприятиях размещалось 4 % объёма российских заказов судов. К 2007 году на российских судостроительных предприятиях стало размещаться 6 % объёма российских заказов судов, в 2008 году — 8 %. В 2008 году объём продаж в российском судостроении составил 150 млрд рублей. С 2000 года «убытие транспортного флота превысило ввод в эксплуатацию новых судов в 13 раз»; за этот срок Россия потеряла свыше 10 тыс. единиц транспортного флота. С 2006 года более 90 % новых судов отечественные заказчики разместили на зарубежных верфях.
В соответствии с Указом Президента РФ В. Путина, подписанным в марте 2007 года, была создана Объединённая судостроительная корпорация (ОСК), основным полем деятельности которой рассматривается развитие гражданского судостроения. Формирование ОСК завершилось в 2010 году. ОСК консолидировала 19 существующих крупных судостроительных и судоремонтных предприятия. 
 В составе ОСК три региональных центра: Западный центр судостроения, Северный центр судостроения и судоремонта, Дальневосточный центр судостроения и судоремонта. Планируется создание в составе ОСК Южного центра судостроения и судоремонта.
Показатели российского судостроения:
| Год  | Количество, шт. (> 50 тонн) | Водоизмещение, тыс. тонн | Стоимость, млрд руб.       |
| ---- | --------------------------- | ------------------------ | -------------------------- |
| 2010 | 115 гражданских 39 военных  |                          | 72 гражданские 48 военные  |
| 2011 | 95 гражданских 63 военных   |                          | 39 гражданские 22 военные  |
| 2012 | 155 гражданских 87 военных  |                          | 74 гражданские 50 военные  |
| 2013 | 174 гражданских 132 военных |                          | 45 гражданские 208 военные |
| 2014 | 120 гражданских 116 военных | 440                      | 59 гражданские 87 военные  |
| 2015 | 83 гражданских 99 военных   | 200                      | 22 гражданские 102 военные |
| 2016 | 66 гражданских 102 военных  | 219                      | 42 гражданские 97 военные  |
| 2017 | 42 гражданских 33 военных   | 226                      | 31 гражданские 65 военные  |
| 2018 | 46 гражданских 43 военных   | 287                      | 46 гражданские 123 военные |

#### Гражданское судостроение
Несмотря на то, что в целом российское судостроение в 1990ых и начале 2000ых годов находилось не в лучшей форме, Зеленодольскому заводу удалось освоить и произвести серию скоростных глиссирующих теплоходов проекта А45 и его производных.
8 ноября 2007 года правительство России одобрило федеральную целевую программу «Развитие гражданской морской техники на 2009—2016 годы», предельный объём финансирования программы оценивался в размере около 140 млрд рублей, часть финансирования планировалось отправить на закупку иностранных и разработку собственных технологий.

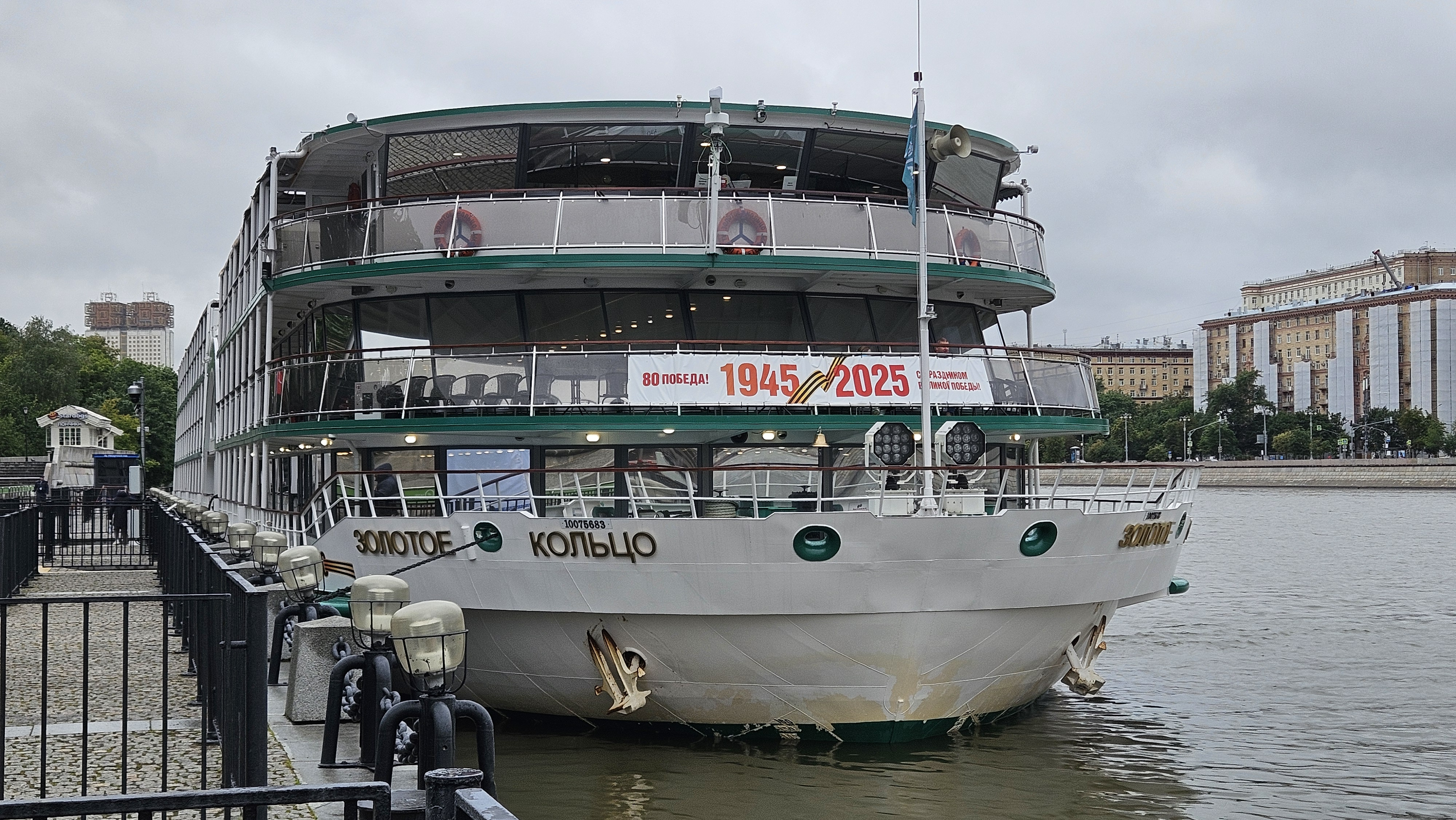
«Золотое Кольцо» в Москве

В 2011-2015 году «Городецкий судоремонтный завод» построил три круизных колесных теплохода проекта ПКС40 «Сура». Планировалось, что суда благодаря небольшой осадке будут работать в круизах по малым рекам, но ни одного круиза ни одно судно не совершило: все три теплохода работают на речных прогулках в Нижнем Новгороде по рекам Волге и Оке. Еще два колесных теплохода, на сей раз двухпалубных, были построены для того же эксплуатанта, - компании «Гама», - по проекту ПКС-180 на судостроительном заводе «Лотос» в Астраханской области в 2018-2022 годах. Первый из них получил название «Золотое Кольцо», а второй - «Аурум».
Между 2011 и 2015 годами Московский судостроительный и судоремонтный завод построил серию небольших прогулочных и транспортных пассажирских речных судов проекта 23020 и его производных, всего девять штук. Затем МССЗ был закрыт, а на части его территории расположилась Московская верфь.

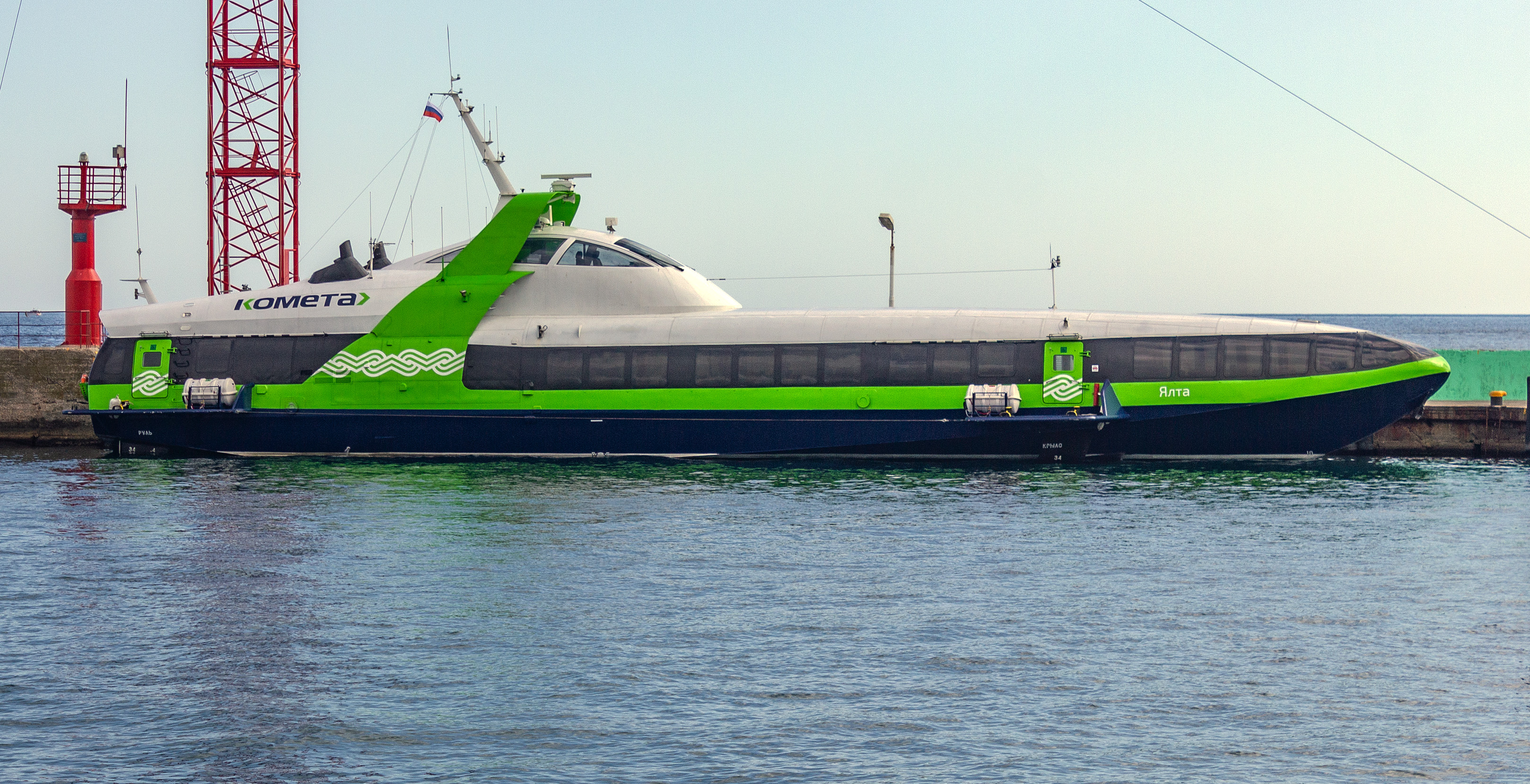
СПК «Комета 120М» в Ялте

С 2013 года Минпромторг запустил ряд программ по поддержке разработки и производства пассажирских судов на подводных крыльях. Их результатами стал запуск производства морских судов Комета 120М, а также линейки речных судов, от Валдай 45Р до Метеор 120Р и Метеор-2020.
С 2014 года началось строительство речных скоростных судов катамаранного типа. Первым представителем этого класса стал проект 23290 «Грифон», а в рамках создания туристического кластера Остров фортов на острове Котлин была выпущена серия катамаранов проекта 04580 «Котлин» и проекта 04710 «Соммерс». Для пассажирских перевозок на Байкале были выпущены катамараны с динамическим поддержанием типа «HSC150B».
С 2016 года в России действует программа инвестквот, то есть предоставления рыболовецким компаниям квот на вылов в обмен на строительство в стране рыболовного флота и перерабатывающих заводов. В рамках первого этапа этой программы, с 2017 до 2023 года, на российских верфях построено 39 судов (23 рыбопромысловых и 16 краболовов).

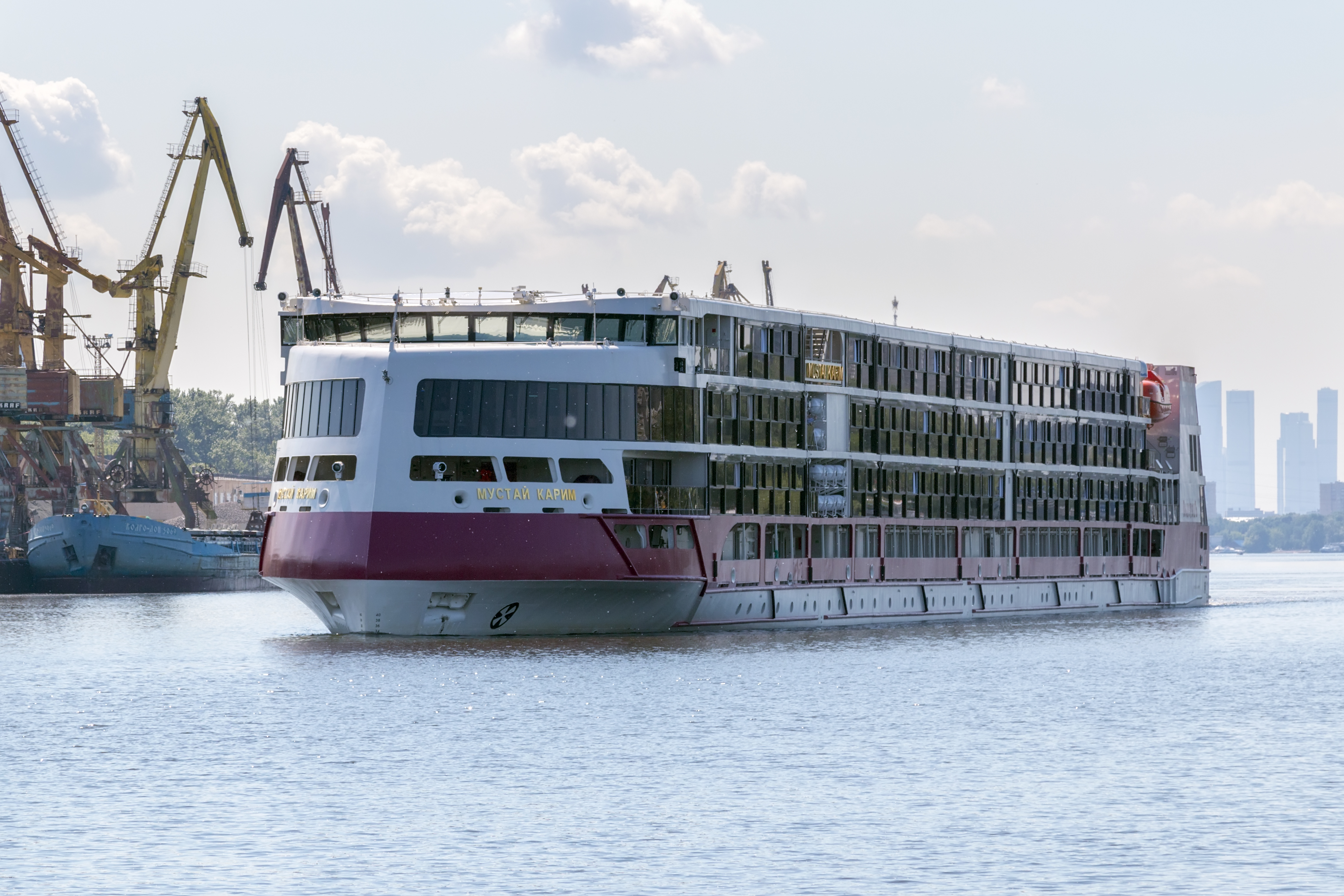
Теплоход «Мустай Карим» в Москве

Также в 2016 году была предпринята попытка вернуться к строительству круизных многопалубных теплоходов, до этого более полувека закупавшихся исключительно за рубежом. Первым успешным результатом стал «Мустай Карим», четырёхпалубный пассажирский теплоход класса «река-море» проекта PV300, построенный на заводе «Красное Сормово» в Нижнем Новгороде и ставший флагманом круизной компании «ВодоходЪ». Второе судно того же проекта, заложенное на заводе Лотус в Астрахани, стало долгостроем, по состоянию на 2025 год не переданным в эксплуатацию. На основе проекта PV300, рассчитанного на перевозку трехсот пассажиров, был разработан проект 00840 «Карелия», уменьшенные размеры которого позволяют перевозить 180 пассажиров. Первое судно проекта, «Николай Жарков», спущено на воду в июле 2025 года и должно выйти в эксплуатацию весной 2026 года; еще два по состоянию на август 2025 года находились на «Красном Сормово» в достройке.
В один день с «Николаем Жарковым» было спущено на воду другое судно нижегородской постройки - «Баргузин», круизный лайнер проекта RPV8714А для работы на Байкале. Он был блоками доставлен в Иркутск, где собран и спущен на воду. На «Красном Сормово» также по состоянию на 2025 год велись работы над вторым судном этого проекта.
В 2019 году была принята Стратегия развития судостроения до 2035 года.
В 2020-2021 году на Невском ССЗ построены два морских парома проекта PV22 для сообщения с Сахалином и Курильскими островами, рассчитанные на перевозку 146 пассажиров, а также грузовых контейнеров и автомобилей.
С 2021 года, и особенно в 2022 году, у российских судостроительных компаний возникли трудности с поставками иностранного оборудования и комплектующих для гражданских судов, причина в невыполнении зарубежными партнёрами своих обязательств из-за политических, конъюнктурных соображений. На данную меру Минпромторгу выделено 7 млрд рублей.

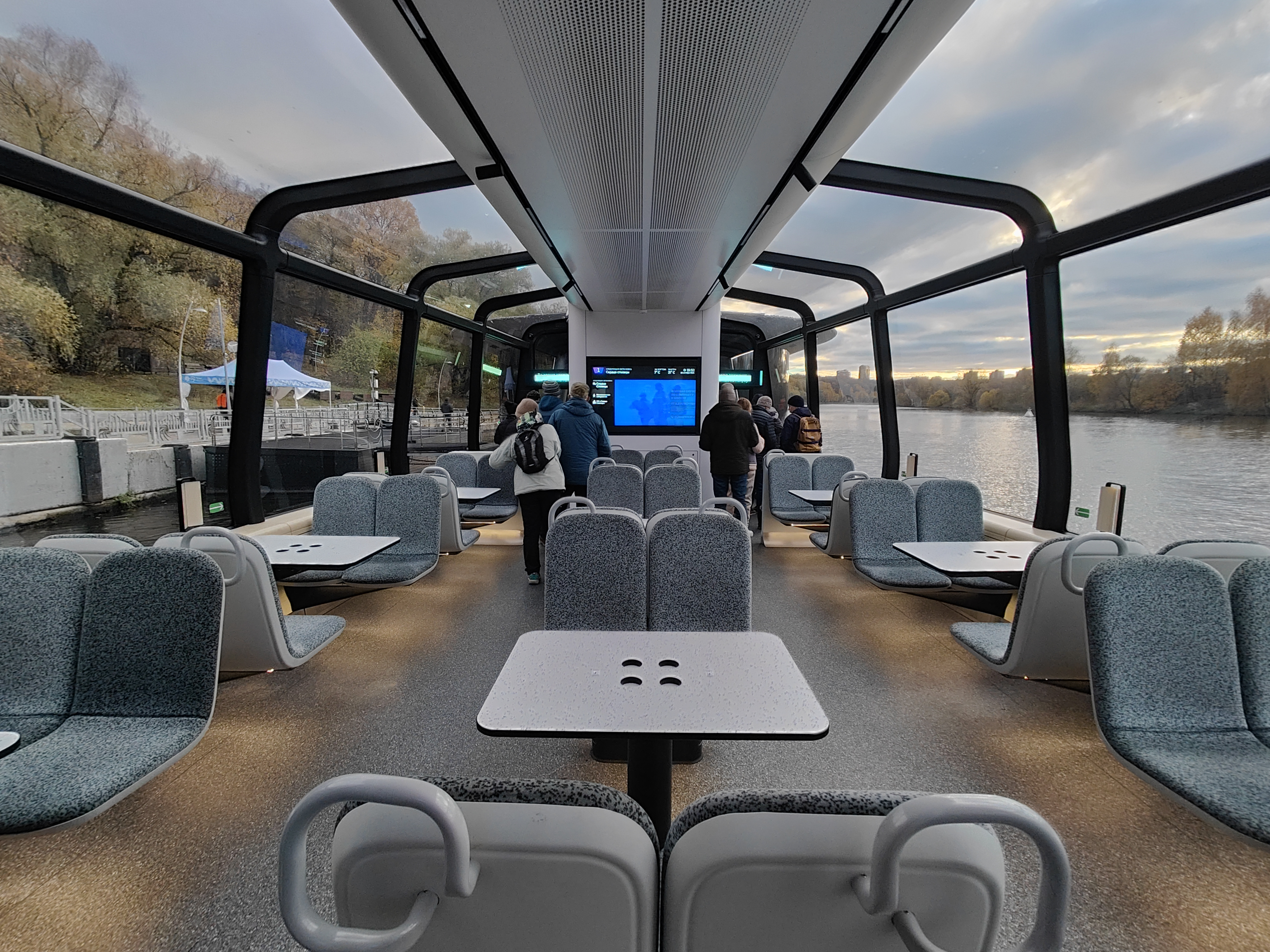
Интерьер электросудна «Шмелёвка»

С 2021 до 2023 года компанией "Эмпериум" построены партией в 28 единиц электрические речные трамвайчики «Синичка» проекта ТФРП.401 для работы в Москве. К 2024 году ей же переданы заказчикам три пассажирских речных электрокатамарана проекта РЕГ.122 «Экоходъ».
Российские верфи в 2022 году сократили количество сданных кораблей и судов примерно на 20 %, но при этом их суммарный тоннаж вырос в полтора раза.
В начале 2023 года создан инвестзаказ от государства, в рамках данной программы в 2023–2028 годах на российских судоверфях запланировано строительство не менее 260 судов (119 грузовых, 73 пассажирских, 10 рыбопромысловых, 27 дноуглубительных, один плавдок, пять крупнотоннажных и пять буксирных судов, 20 барж). Инициатором и исполнителем проекта является Государственная транспортная лизинговая компания. В рамках второго этапа программы инвестквот для рыболовецких компаний, начавшегося в 2023 году, планировалось построить 31 судно (4 рыбопромысловых, 4 транспортных рефрижератора и 23 краболовов).

##### Ледокольное
Россия является обладателем крупнейшего в мире ледокольного флота, а также единственным на планете производителем атомных ледоколов. 

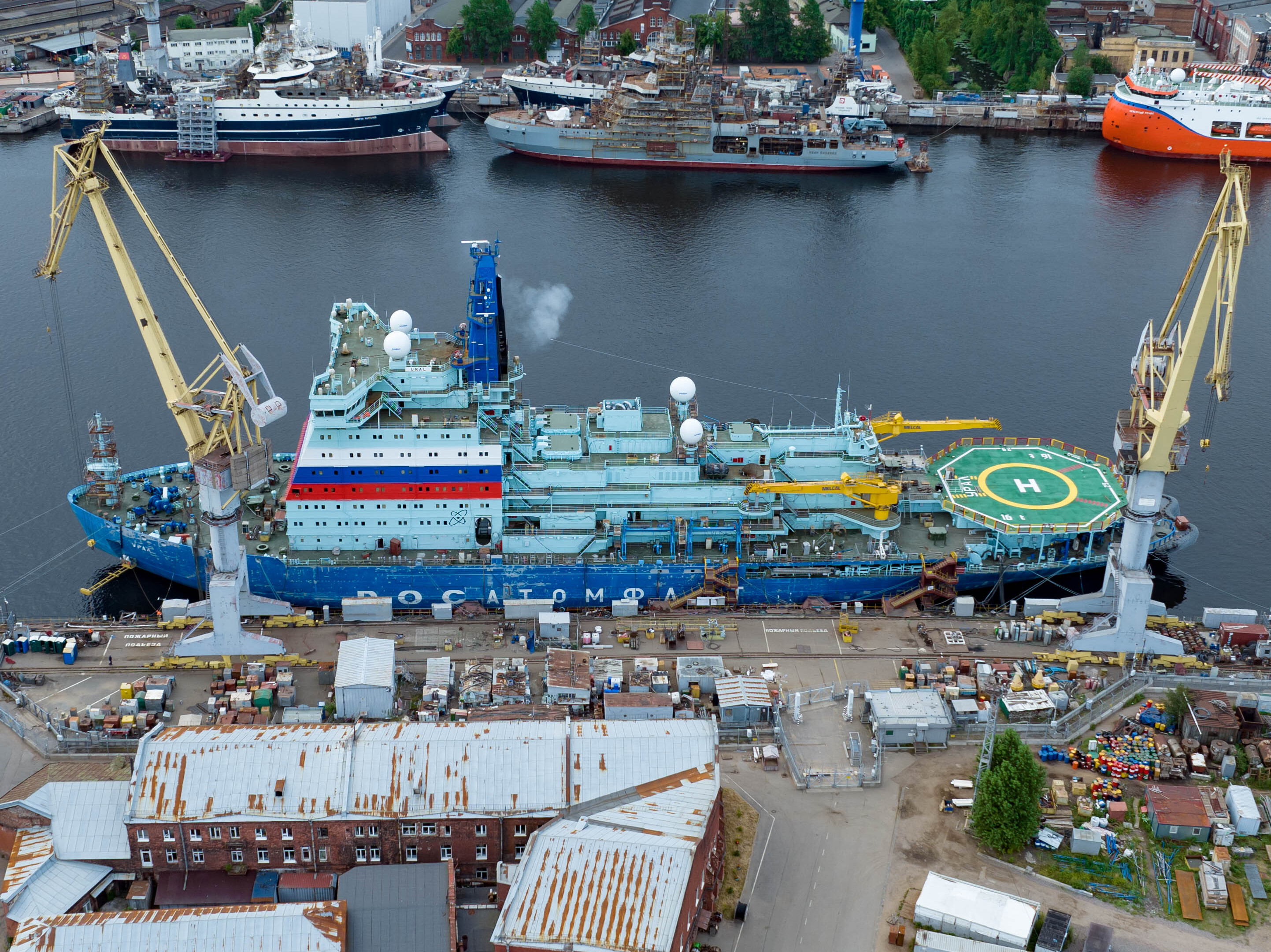
Ледокол «Урал» в процессе достройки у причальной стенки Балтийского завода

К моменту образования независимой Российской Федерации, основным типом атомных ледоколов был проект 10520 «Арктика». В постройке на ОАО «Балтийский завод» по модернизированному проекту 10521 находилось шестое судно серии, заложенное в 1989 году под именем «Урал» и спущенное на воду в 1993 году. Дальнейшее строительство из-за недостатка средств было приостановлено до 2003 года. В 2007 году судно было введено в эксплуатацию под именем «50 лет Победы». 
К концу первого десятилетия двухтысячных годов, старшие представители проектов «Арктика» и «Таймыр» начали насущно требовать замещения. Для их замены был разработан проект 22220 ЛК-60Я. Это универсальные двухосадочные суда, способные работать как на глубокой воде, так и на мелководье в руслах сибирских рек. Они являются частью программы «Основы государственной политики страны в Арктике на период до 2035 года», цель которой развитие «Северного морского пути». Строительство головного ледокола серии, получившего название «Арктика», начато в 2012 году на верфи «Балтийский завод», а поднятие флага и передача в эксплуатацию ФГУП «Атомфлот» произошло 21 октября 2020 года. Всего к 2025 году в эксплуатации находилось четыре судна проекта, одно готовилось к швартовым испытаниям, одно строилось, и еще одно готовилось к закладке.

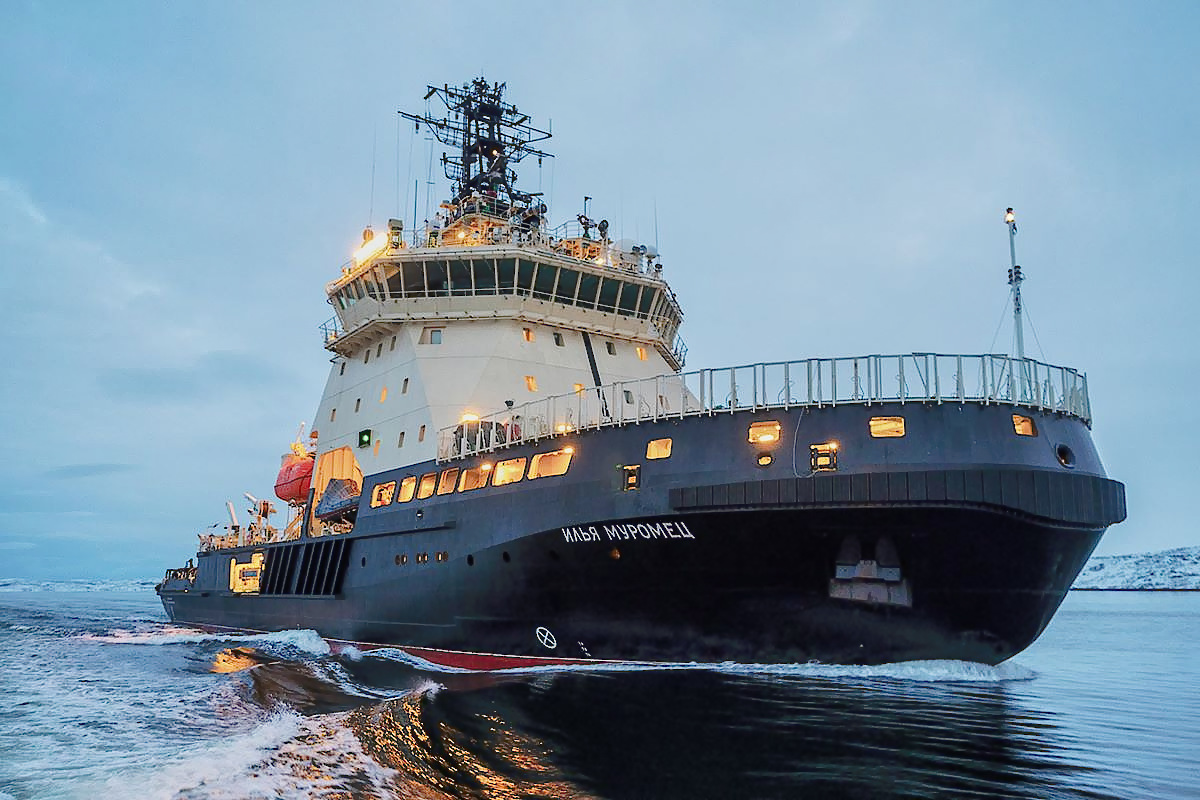
Ледокол «Илья Муромец» прибыл на Северный флот

В 2016 году начата работа над следующим типом атомного ледокола, проектом 10510 «Лидер» (ЛК-120Я). В соответствии с названием, мощность ледокола должна достигнуть 120 МВт, а увеличенная ширина корпуса должна позволить проводить Северным Морским Путем крупнотоннажные суда. По данным 2024 года, срок сдачи головного ледокола типа, «Россия», был намечен на 2030 год. Его строительство ведется на ССК «Звезда».
Верфи, строящие дизель-электрические ледоколы, в России более многочисленны. Так, вспомогательные ледоколы проекта 21900 (ЛК16) строятся не только на «Балтийском заводе», но и на Выборгском судостроительном заводе, и на судостроительном заводе Пелла. Всего за десять лет с 2005 до 2015 года введено в строй пять судов этого проекта. Дизель-электрические ледоколы уступают атомным: так, ледокол проекта 21900 может вести непрерывное движение во льдах при толщине льда до 1,5 метров; а ледокол проекта 22220 - до 2,8 метра.

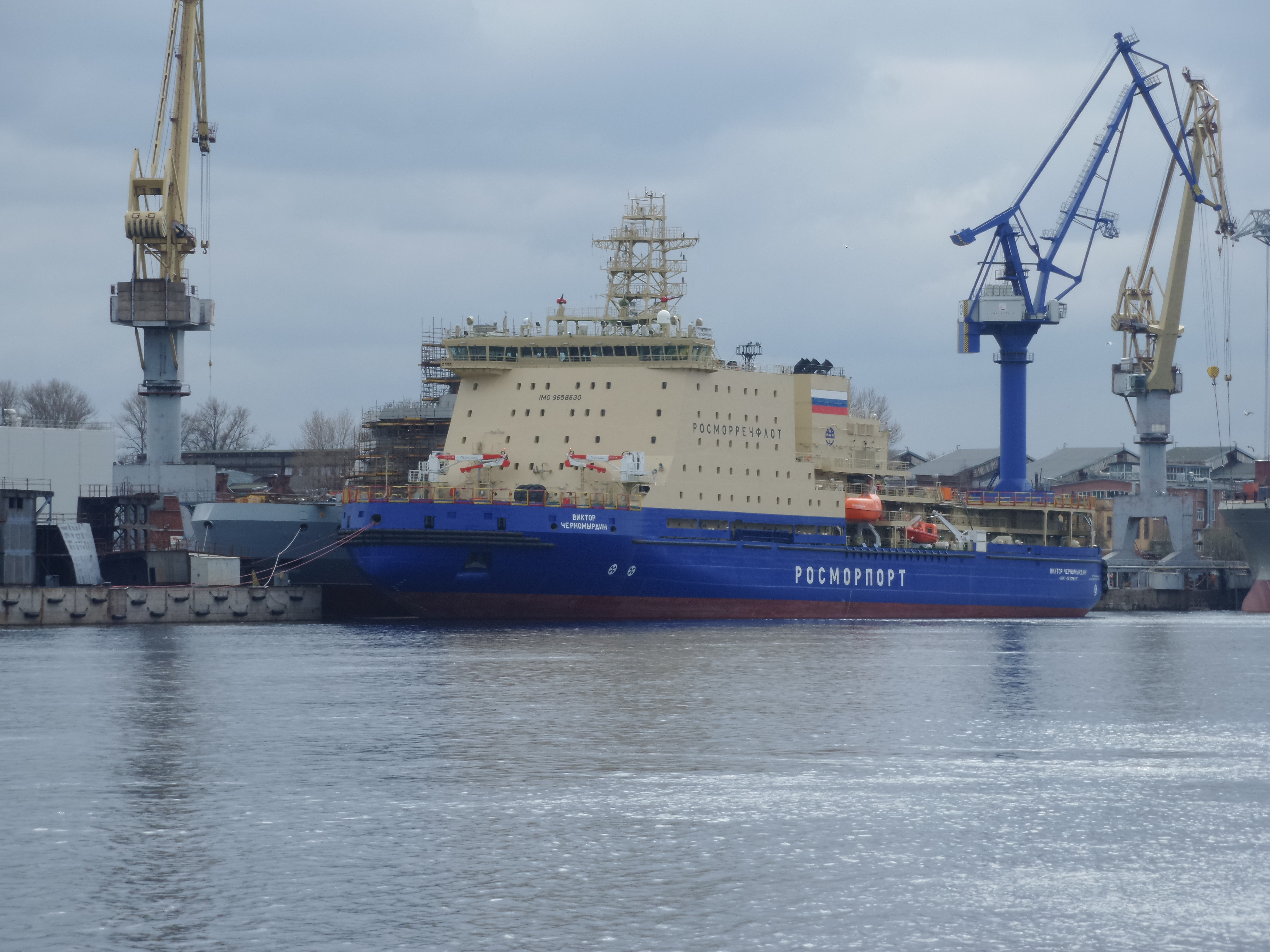
Ледокол «Виктор Черномырдин» у причальной стенки

Для обеспечения деятельности Арктической группировки ВМФ России был создан проект дизель-электрических ледоколов 21180 «Илья Муромец». В 2015-2024 годах построены два ледокола этого проекта (второй, «Евпатий Коловрат» - по удешевленному проекту 21180М), третий, «Святогор», с 2023 находится в постройке.
В 2011-2020 годах на Адмиралтейских верфях был построен самый большой специализированный дизель-электрический ледокол в мире - «Виктор Черномырдин» проекта 22600 (ЛК-25). 
В 2015-2018 годах по проекту Aker ARC 130A финской компании Arctech Helsinki Shipyard, входившей на тот момент в ОСК, на Выборгском судостроительном заводе построены по заказу «Газпром нефти» для обеспечения отгрузки нефти с Новопортовского месторождения два ледокола, «Александр Санников» и «Андрей Вилькицкий».
В 2015-2019 году построен по проекту 30044 («Aker ARC 124») ледокол «Обь», первый неатомный ледокол в составе Росатомфлота, предназначенный для обеспечения проводки судов и обслуживания акватории Обской губы порта Сабетта.

#### Военное судостроение
В 2010-е годы развитие судостроения в России определялось в основном увеличением выпуска военно-морской техники: на неё приходилось около 70 % заказов, в том числе 21 % — на экспорт (гражданская продукция составляла около 30 % номенклатуры, на экспорт шло менее 2 %). 

Страна обеспечивала 12 % в мировом военном кораблестроении, занимая второе место после США. Ведущая холдинговая структура — ОАО «Объединенная судостроительная корпорация» — по объёмам выпуска продукции в военном кораблестроении занимала седьмое место в мире[когда?]

. На флот планировалось тратить 20-25 % Государственной программы вооружений. 
С 2018 года ситуация в отрасли осложнилась в связи с проблемами с финансированием и недоступностью импортных двигателей для кораблей новой постройки, которые пришлось экстренно импортозамещать.

##### Подводное
КБ, специализирующиеся на подводной тематике — «Рубин» (СПб), «Лазурит» (Нижний Новгород) и «Малахит» (СПб).
Во времена СССР атомные субмарины серийно строились на заводах Ленинграда, Комсомольска-на-Амуре, Горького и Северодвинска, сейчас — только на «Севмаше».

## Предприятия

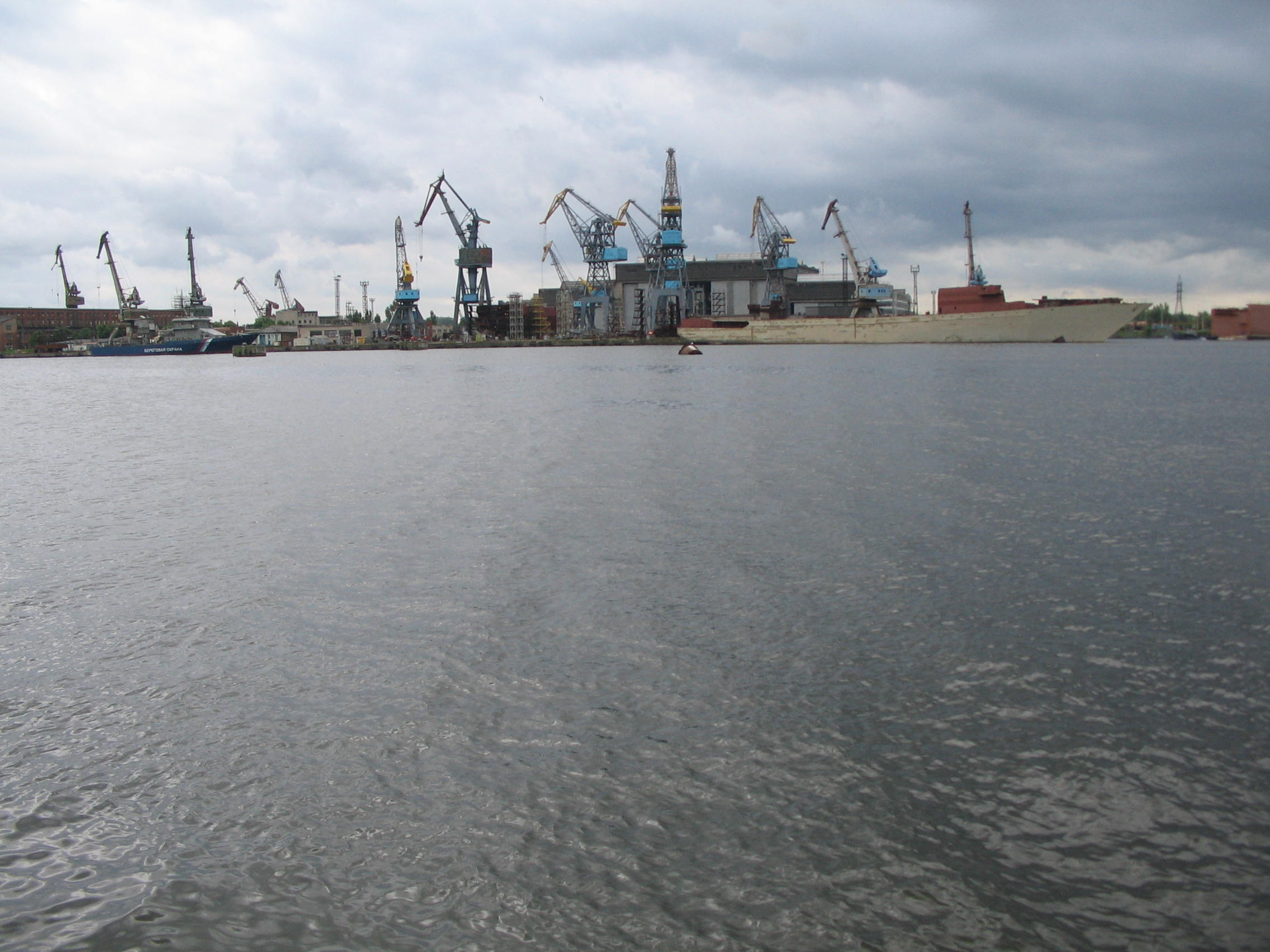
Калининградский судостроительный завод «Янтарь»

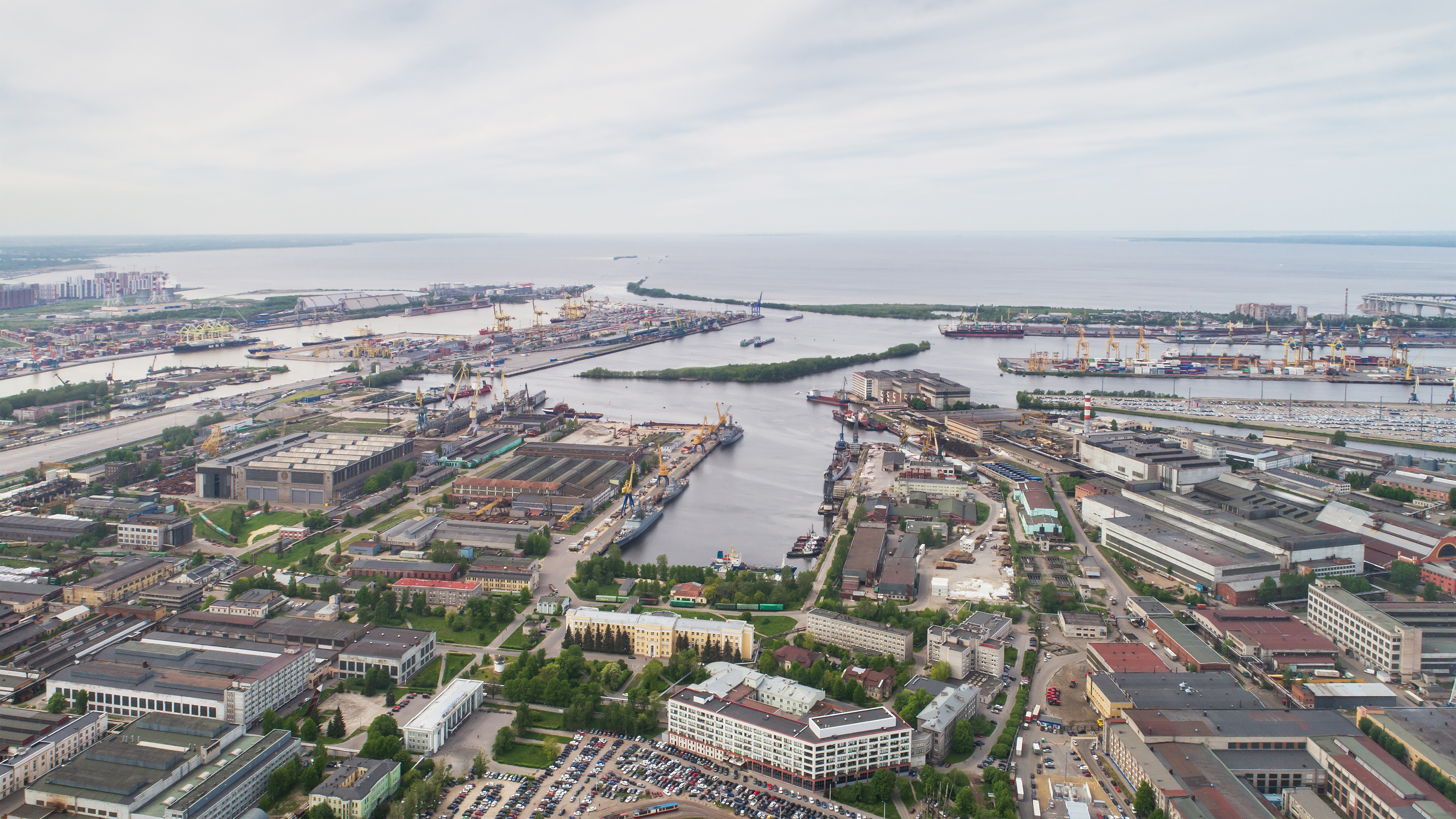
Северная верфь в Санкт-Петербурге

В России существует более 1000 предприятий, занятых в судостроении, судоремонте, производстве двигательного, гидроакустического, навигационного, вспомогательного, палубного и других видов оборудования, материалов и комплектующих для судов, а также осуществляющих научную деятельность в области кораблестроения и морской техники.
В собственности Северного центра судостроения и судоремонта находятся:
- ПО «Северное машиностроительное предприятие» (Северодвинск) — строительство, ремонт и модернизация атомных и дизель-электрических подводных лодок, ремонт и модернизация надводных кораблей, строительство гражданских судов, строительство морской техники для освоения шельфовых углеводородных месторождений;
- «Центр судоремонта „Звёздочка“» (Северодвинск) — ремонт и модернизация атомных и дизель-электрических подводных лодок, надводных кораблей и гражданских судов;
- СПО «Арктика» — электромонтажные работы на строящихся и ремонтируемых кораблях и судах ВМФ, гражданских судах, иной морской технике.[источник не указан 3213 дней]

В собственности Западного центра судостроения находятся:
- ОАО «Адмиралтейские верфи» (Санкт-Петербург) (100 % минус одна акция);
- ОАО «Средне-Невский судостроительный завод» (Санкт-Петербург) (100 % минус одна акция);
- ОАО «33 судоремонтный завод» (Калининградская область) (100 % минус одна акция);
- ОАО «Светловское предприятие „ЭРА“» (Калининградская область) (100 % минус одна акция);
- ОАО «Прибалтийский судостроительный завод „Янтарь“» (Калининград) (51 % акций);
- ОАО «Завод „Красное Сормово“» (Нижний Новгород) (33,53 % акций) — строительство судов типа река—море;
- ОАО «Судостроительный завод „Северная верфь“» (Санкт-Петербург) (20,96 % акций) — строительство боевых надводных кораблей и коммерческих судов различного назначения.

Другие крупные предприятия:
- АО «Северный рейд» (Северодвинск) — изготовление и ремонт пультов управления системами химической регенерации воздуха, гидроакустических комплексов, гидроакустических станций, антенн, приборов, блоков и модулей.
- Зеленодольский завод имени А. М. Горького — строительство судов и кораблей всех типов, классов и назначений, в том числе на воздушной подушке (из судостроительной стали и алюминиево-магниевых сплавов), морские специальные плавучие объекты и металлоконструкции для шельфовой зоны.
- Балтийский завод (Санкт-Петербург)
- Канонерский судоремонтный завод (Санкт-Петербург)[26]
- Невский судостроительный завод (Шлиссельбург)[27]
- Амурский судостроительный завод (Комсомольске-на-Амуре) — подводные лодки (ранее), корветы
- Севастопольский морской завод (Севастополь)

## Экспорт
Казахстан:
В 2004 году на выборгском заводе «Вымпел» была заказана серия танкеров дедвейтом 12 тыс. тонн, три из которых были поставлены «Казмортрансфлоту» и ещё три — компании Mobilex Energy. в июле 2009 для «Казмортрансфлота» построен танкер «Атырау» с дедвейтом 13 тыс. тонн.
Рыболовецкие суда: транспортно-рефрижераторное судно «Колонок» (2012).
Азербайджан: в 2004—2009 гг. на заводе «Красное Сормово» было построено 7 танкеров серии 19619, заказанных азербайджанским государственным Каспийским морским пароходством.
Индия: 23 июня 2010 года с верфи калининградского завода «Янтарь» был спущен на воду фрегат проекта 11356, предназначенный для ВМС Индии.
Вьетнам: декабре 2010 и июне 2011 года с Зеленодольского завода были отправлены два корабля проекта «Гепард 3.9» для ВМС Вьетнама.
Туркменистан:
октябрь 2011 — ВМС Туркменистана переданы два катера «Молния», построенных на ОАО «Средне-Невский судостроительный завод»

В ноябре 2012 судостроительное производственное объединение ОАО «АСПО» сдало заказчику Dragon Oil Turkmenistan Ltd морскую стационарную платформу.
В декабре 2012 астраханский судозавод «Красные баррикады» сдал заказчику буровую платформу.

## Выпускаемая и проектируемая техника

### Военные корабли
| Проект            |  | Тип в/и       | В строю     |                                       | Проектант          | Верфь                                                 | Примечания                            |
| ----------------- |  | ------------- | ----------- | ------------------------------------- | ------------------ | ----------------------------------------------------- | ------------------------------------- |
| 23550             |  | 8500 т        | -           | 0 в строю 2 строится 0 план           | ЦМКБ «Алмаз»       | Адмиралтейские верфи                                  | Ещё 1 заложен + 1 планируется для ФСБ |
| 22350             |  | Фрегат 5400 т | С 2018 года | 3 в строю 5 заложены 2 план           | Северное ПКБ       | Северная верфь                                        |                                       |
| 11356             |  | Фрегат 4035 т | С 2016 года | 5 в строю                             | Северное ПКБ       | ССЗ «Янтарь»                                          | 1 заложенный законсервирован          |
| 22100             |  | СК 2700 т     | С 2016 года | 3 в строю 2 план                      | ЦМКБ «Алмаз»       | Зеленодольский ССЗ                                    |                                       |
| 20380 20385 20386 |  | Корвет 2220 т | С 2008 года | 10 в строю 9 заложены 4 план          | ЦМКБ «Алмаз»       | Северная верфь АСЗ                                    |                                       |
| 22160             |  | СК 1500 т     | С 2018 года | 4 в строю 2 строится                  | Северное ПКБ       | Зеленодольский ССЗ ССЗ «Залив»                        |                                       |
| 22120             |  | СК 1023 т     | С 2010 года | 10 в строю 2 строится                 | ПКБ Петробалт      | СФ «Алмаз»                                            |                                       |
| 21631             |  | МРК 949 т     | С 2014 года | 11 в строю 1 строится                 | Зеленодольское ПКБ | Зеленодольский ССЗ                                    |                                       |
| 22800             |  | МРК 800 т     | С 2018 года | 6 в строю 9 строится 2 план 1 потерян | ЦМКБ «Алмаз»       | «Пелла» ССЗ «Море» Зеленодольский ССЗ ССЗ «Залив» АСЗ |                                       |
| 22460             |  | СК 630 т      | С 2009 года | 14 в строю                            | Северное ПКБ       | СФ «Алмаз» Восточная верфь                            |                                       |
| 10410             |  | СК 375 т      | С 1989 года | 31 в строю 1 строится 16 списано      | ЦМКБ «Алмаз»       | Восточная верфь» ЯСЗ СФ «Алмаз»                       |                                       |

#### Подводные лодки
| Проект |  | Тип в/и       | В строю     |                                | Проектант       | Верфь                | Примечания   |
| ------ |  | ------------- | ----------- | ------------------------------ | --------------- | -------------------- | ------------ |
| 955    |  | РПКСН 24000 т | С 2013 года | 7 построено 3 строится 2 план  | ЦКБ «Рубин»     | Севмаш               | «Борей»      |
| 885    |  | МЦАПЛ 13800 т | С 2014 года | 5 построено 4 строится 1 план  | СПМБМ «Малахит» | Севмаш               | «Ясень»      |
| 636    |  | ДЭПЛ 3950 т   | С 1997 года | 31 построено 1 строится 4 план | ЦКБ «Рубин»     | Адмиралтейские верфи | «Варшавянка» |
| 677    |  | ДЭПЛ 1765 т   | С 2010 года | 3 построено 2 строится         | ЦКБ «Рубин»     | Адмиралтейские верфи | «Лада»       |

Помимо указанных в таблице, в рамках проекта «Посейдон» построена АПЛ К-329 «Белгород» и строится АПЛ 09851 «Хабаровск».

#### Катера
| Проект |  | Тип в/и               | В строю     |                         | Верфь                                           | Примечания |
| ------ |  | --------------------- | ----------- | ----------------------- | ----------------------------------------------- | ---------- |
| 21820  |  | Десантный катер 280 т | С 2010 года | 5 построено             | ССЗ «Волга» Восточная верфь ЯСЗ                 |            |
| 21980  |  | Катер 139 т           | С 2009 года | 21 построено 3 строится | Зеленодольский ССЗ Восточная верфь ССЗ «Вымпел» | «Грачонок» |
| 12200  |  | Катер 57 т            | С 2006 года | 23 построено            | СФ «Алмаз» Восточная верфь                      | «Соболь»   |
| 12150  |  | Катер 28 т            | С 2001 года | 75 построено            | ССЗ «Вымпел»                                    | «Мангуст»  |
| 03160  |  | Катер 23 т            | С 2013 года | 14 построено            | ССЗ «Пелла»                                     | «Раптор»   |
| 02510  |  | Катер 20 т            | С 2015 года | 7 построено 2 строится  | Рыбинская верфь                                 |            |

#### Другие
| Проект      |  | Тип в/и                         | В строю     |                           | Проект             | Верфь                                            |
| ----------- |  | ------------------------------- | ----------- | ------------------------- | ------------------ | ------------------------------------------------ |
| 23900       |  | УДК 40000 т                     |             | 2 строится                | Зеленодольское ПКБ | ССЗ «Залив»                                      |
| 11711       |  | БДК 5000 т                      | С 2018 года | 2 сдан 2 строится         | Невское ПКБ        | ССЗ «Янтарь»                                     |
| 12700       |  | Тральщик 890 т                  | С 2016 года | 4 сданы 4 строится 4 план | ЦМКБ «Алмаз»       | Средне-Невский ССЗ                               |
| 18280       |  | Разведывательные корабли 4000 т | С 2015 года | 2 сданы 0 строится 2 план | ЦКБ «Айсберг»      | Северная верфь                                   |
| 20180 20183 |  | Вспомогательные суда 6300 т     | С 2010 года | 3 сданы 1 строится        | ЦМКБ «Алмаз»       | ЦС «Звёздочка»                                   |
| 19910       |  | Гидрографическое 1200 т         | С 2007 года | 4 сданы 7 строится        | ГосМКБ «Вымпел»    | ССЗ «Вымпел» ССЗ им. Октябрьской революции и др. |
| 19920       |  | Гидрографическое 320 т          | С 2008 года | 11 сданы 2 строится       | ГосМКБ «Вымпел»    | ССЗ «Вымпел» ССЗ им. Октябрьской революции       |

### Ледоколы
| Проект        |  | Тип в/и                 | В строю     |                           | Проектант                     | Верфь                                   | Примечания       |
| ------------- |  | ----------------------- | ----------- | ------------------------- | ----------------------------- | --------------------------------------- | ---------------- |
| 10510         |  | Атомный ледокол 71380 т | -           | ЦКБ «Айсберг»             | ССК «Звезда»                  | ЛК-110Я «Лидер»                         |                  |
| 22220         |  | Атомный ледокол 33540 т | С 2020 года | 4 сданы 2 строится 1 план | ЦКБ «Айсберг»                 | Балтийский завод                        | ЛК-60Я «Арктика» |
| 22600         |  | Ледокол 22000 т         | С 2020 года | 1 построен                | ЦКБ «Айсберг» ГосМКБ «Вымпел» | Адмиралтейские верфи                    | ЛК-25            |
| 21900         |  | Ледокол 14000 т         | С 2008 года | 5 сданы 2 строится        |                               | Балтийский завод Выборгский ССЗ «Пелла» | ЛК-16            |
| Aker ARC 130A |  | Ледокол 8700 т          | С 2018 года | 2 сданы                   |                               | Выборгский ССЗ                          |                  |
| 21180         |  | Ледокол 6000 т          | С 2017 года | 2 сдан 1 строится         | ГосМКБ «Вымпел»               | Адмиралтейские верфи                    |                  |
| Aker Arc 124  |  | Ледокол ?               | С 2019 года | 1 сдан                    |                               | Выборгский ССЗ                          |                  |

### Сухогрузы и танкеры
| Проект                         | Изображение | Тип Дедвейт                     | В строю     |                         | Проектант | Верфь                                                    | Примечания |
| ------------------------------ | ----------- | ------------------------------- | ----------- | ----------------------- | --------- | -------------------------------------------------------- | ---------- |
| RSD32M RSD44 RSD49 RSD59 RSD71 |             | Сухогруз река-море 6000..8000 т | С 2012 года | 77 построено 9 строится | МИБ       | Красное Сормово Невский ССЗ Окская судоверфь ССЗ «Лотос» |            |
| RST27(M) RST54                 |             | Танкер река-море 6000 т         | С 2012 года | 50 построено            | МИБ       | Красное Сормово Окская судоверфь                         |            |
| 114К                           |             | Танкер 114 тыс. т               | -           | 1 построен 7 строится   |           | ССК «Звезда»                                             |            |

### Промысловые суда
| Проект      | Изображение | Тип в/и              | В строю |                   | Проектант                           | Верфь                | Примечания |
| ----------- | ----------- | -------------------- | ------- | ----------------- | ----------------------------------- | -------------------- | ---------- |
| 170701      |             | Траулер 5500 т       | -       | 2 заложено 8 план | Наутик Рус                          | Северная верфь       |            |
| МТ1112XL    |             | Ярусолов 2200 т      | -       | 3 заложено 1 план |                                     | Северная верфь       |            |
| КМТ01 КМТ02 |             | Траулер 2000..2800 т | -       | 5 заложено 3 план | Skipsteknisk AS МИБ                 | Выборгский ССЗ       |            |
| СТ-192      |             | Траулер 5700 т       | -       | 2 заложено 7 план | Skipsteknisk AS МИБ ГосМКБ «Вымпел» | Адмиралтейские верфи |            |

### Пассажирские суда
| Проект | Изображение | Тип в/и                   | В строю     |                        | Проектант        | Верфь              | Примечания |
| ------ | ----------- | ------------------------- | ----------- | ---------------------- | ---------------- | ------------------ | ---------- |
| 23160  |             | СПК 73 т                  | C 2018 года | 2 построено 1 строится | ЦКБ по СПК       | ССЗ «Вымпел»       | 120 пасс.  |
| 23180  |             | СПК 21 т                  | с 2018 года |                        | ЦКБ по СПК       | ЦКБ по СПК         | 45 пасс.   |
| 03580  |             | СПК                       | -           | 1 построен 3 строится  | ЦКБ по СПК       | Зеленодольский ССЗ | 120 пасс.  |
| А 145  |             | Пассажирское 83 т         | C 2011 года | 5 построено            | Агат Дизайн Бюро | Зеленодольский ССЗ | 150 пасс.  |
| PV22   |             | Грузопассажирское ~2000 т | -           | 2 строится             | МИБ              | Невский ССЗ        |            |

### Специальные суда

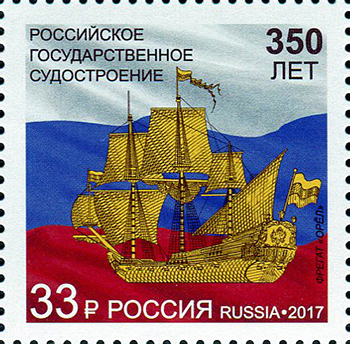
Почтовая марка

| Проект        | Изображение | Тип в/и            | В строю     |                                | Проектант      | Верфь        | Примечания |
| ------------- | ----------- | ------------------ | ----------- | ------------------------------ | -------------- | ------------ | ---------- |
| 90600         |             | Буксир 417 т       | С 2003 года | 48 построено 1 строится        | Спецсудопроект | «Пелла»      |            |
| MPSV12 MPSV07 |             | Спасатель ~1000 т  | С 2012 года | 4 построено 4 строится         | МИБ            | Невский ССЗ  |            |
| IBSV 10022 AH |             | Суда обеспечения ? | -           | 4 строится ? план              |                | ССК «Звезда» |            |
| 02690         |             | Плавкран 2000 т    | С 2015 года | 10 построено 2 строится 2 план |                | СФ «Алмаз»   | г/п 150 т  |

## Нумизматика и филателия
- 15 августа 2018 года Банк России выпустил в обращение памятную серебряную монету номиналом 3 рубля «350-летие отечественного государственного судостроения» с изображением фрегата «Орёл» на фоне силуэтов современных судов[44]
- 29 июня 2017 года была выпущена почтовая марка, посвящённая 350 лет российскому государственному судостроению.